# Chernove
Chernove (en ucraniano: Чернове) es un pueblo ucraniano perteneciente al óblast de Odesa. Situado en el suroeste del país, es parte del raión de Berezivka y del municipio (hromada) homónimo.

## Toponimia
Hasta 2024, el nombre oficial del lugar fue Andríievo-Ivánivka (en ucraniano: Андрієво-Іванівка; en ruso: Андреево-Ивановка; en búlgaro: Першотравневое), y en otros idiomas se conocía como Hasan-Aspaga (en rumano: Hasan-Aspaga). 

## Geografía
Chernove se encuentra a orillas del río Tilijul, 48 km noroeste de Berezivka y a unos 114 kilómetros al norte de Odesa.

## Historia
El lugar surgió en el siglo XVIII con el nombre de Chervone, fundado por campesinos fugitivos y cosacos. Se llamó Martosobe (en ucraniano: Мартосове) a partir de 1910, cuando los nobles de la casa Martosy se convirtieron en los nuevos propietarios de la aldea. 
Fue renombrado como Andre-Ivánivka (en ucraniano: Андре-Іванівка) desde 1929 hasta el 1 de febrero de 1945, cuando el nombre cambió a Andríevo-Ivánivka. Ambos nombres eran en honor al revolucionario soviético Andrí Ivánov. 
En 2023, el grupo de trabajo de la Comisión Nacional de Estándares Lingüísticos Estatales incluyó a Andríievo-Ivánivka en la lista de asentamientos en Ucrania que pueden renombrarse como parte de las campañas de descomunización y la derusificación en Ucrania. El nombre elegido fue el nombre antiguo de Chernove, aprobado en la Rada Suprema el 19 de septiembre de 2024.

## Demografía
La evolución de la población de Chernove entre 1859 y 2021 fue la siguiente:
| 241                                                           | 1916 | 1689 | 1430 |
| (Fuente: Cities & Towns of Ukraine y UKRAINE: Größere Städte) |      |      |      |

Según el censo de 2001, la lengua materna de la mayoría de los habitantes, el 95,74%, es el ucraniano; del 1,95% es el ruso; y del 1,77%, el rumano.